# Cão antitanque

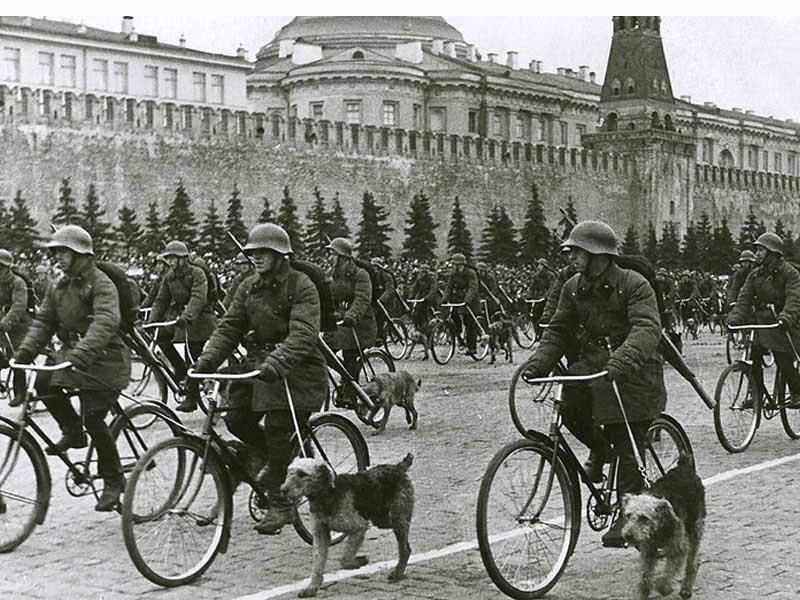
Parada militar na Praça Vermelha, Moscou, em 1 de maio de 1938

Os cães antitanque (em russo: Собаки-истребители танков ou Противотанковые собаки; em alemão Panzerabwehrhunde ou Hundeminen, "cão-mina") eram cães adestrados a conduzirem explosivos na direção de tanques, veículos blindados e outros alvos militares. Foram ostensivamente treinados pelas forças soviéticas e russas entre 1930 e 1996, sendo utilizados em 1941 e 1942 contra tanques alemães durante a Segunda Guerra Mundial. 
O treinamento original envolvia o abandono da bomba e a fuga do cão para que o explosivo pudesse ser detonado por um temporizador, mas com o fracasso desta técnica ela foi substituída por um procedimento de detonação por impacto, que no processo provocava a morte do animal. O Exército dos Estados Unidos treinou cães antitanque em 1943 para uso contra fortificações, mas não há registros de que eles tenham sido empregados em combate. Cães amarrados a explosivos foram também utilizados, de forma mal-sucedida, por insurgentes iraquianos em 2005.

## História

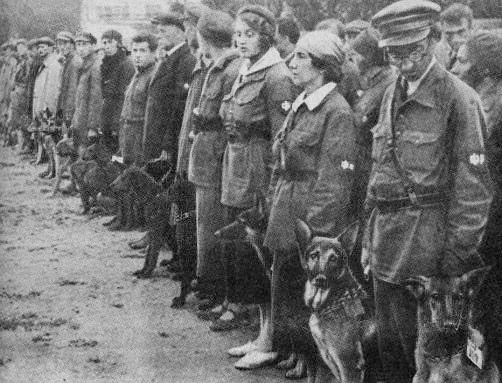
Escola de adestramento de cães na Oblast de Moscou, 1931

Em 1924, o Conselho Militar Revolucionário da União Soviética aprovou a utilização de cães para fins militares, incluindo tarefas como resgates, primeiros socorros, detecção de minas e pessoas, auxílio em combate e transporte de alimentos e remédios, entre outros. Uma escola de adestramento de cães foi fundada então na Oblast de Moscou; doze centros regionais foram inaugurados pouco depois, sendo três deles destinados ao treino de cães antitanque.
O Exército Vermelho não contava com um corpo de adestradores, recrutando portanto caçadores e profissionais do circo e da polícia. Diversos cientistas foram também envolvidos na implementação do programa. Devido a sua força, velocidade, destemor e inteligência, pastores-alemães foram os principais escolhidos para treinamento, apesar de outras raças terem sido utilizadas. A ideia de usar os cães como minas explosivas móveis foi aperfeiçoada na década de 1930, juntamente com o projeto de bombas que melhor se adequassem ao físico dos animais. Em 1935, unidades de cães antitanque foram oficialmente engajadas às forças soviéticas.

## Treinamento
A princípio, o cão deveria carregar uma bomba amarrada a seu corpo e alcançar um alvo especificamente estático. Ele deveria então soltar o explosivo ao puxar com seus dentes um cinto retrátil, retornando a seu adestrador. Neste momento a bomba seria detonada, ou através de um temporizador ou por controle remoto, embora este último dispositivo fosse muito caro e raro para a época. Uma matilha de cães praticou por seis meses, mas mesmo os mais espertos não conseguiram concluir a tarefa. Alguns se saíram bem em alvos solitários, mas se confundiram após a mudança de objetivo ou de localização, frequentemente retornando a seus adestradores com a bomba ainda presa a seus corpos. Considerando que seria utilizado um detonador ativado com o tempo, isto poderia acabar matando tanto o cão quanto seu operador.
Os fracassos contínuos acabaram trazendo uma simplificação. A bomba foi fixada ao cão, devendo ser detonada através do primeiro contato com o alvo. Enquanto que no primeiro treinamento o cão deveria localizar um alvo específico, a tarefa foi resumida a localizar qualquer tanque inimigo. Os cães eram mantidos famintos e sua comida colocada sobre os tanques, o que rapidamente os levou a aprender como subir e achar comida entre a torre e a base do tanque. A princípio os tanques foram deixados parados, e então progressivamente em movimento, combinado com o disparo esporádico de munição vazia e distrações comuns a um campo de batalha.
Cada cão foi equipado com um carregador de minas com capacidade para até 12 quilos e dois bolsos ajustáveis individualmente. A mina possuía um pino de segurança, removido antes da soltura do animal. O explosivo também não trazia identificação, e não poderia ser desarmado. Uma alavanca de madeira estendia-se de um bolso na altura de aproximadamente 20 centímetros; quando o cão se esgueirava para baixo do tanque, ela era empurrada contra a parte inferior do veículo, acionando a mina. Devido ao fato dos chassis serem a parte mais vulnerável dos blindados, esperava-se que a explosão destruísse o veículo.

## Utilização pela União Soviética
O uso de cães antitanque aumentou durante 1941-1942, quando o Exército Vermelho empregou todos os seus esforços para deter o avanço alemão na Frente Oriental da Segunda Guerra Mundial. Neste período, as escolas de treinamento canino estiveram focadas em produzir principalmente cães antitanque. O exército soviético empregou aproximadamente 40,000 animais em missões especiais.
O primeiro grupo de cães antitanque chegou à linha de frente no final do verão de 1941, e incluía 30 cães e 40 treinadores. Sua aplicação prática revelou problemas sérios. Com a intenção de economizar combustível e munição, os animais haviam sido treinados em tanques desligados, que não dispararam suas armas. No campo de batalha, os cães recusaram-se a esgueirarem-se para debaixo de tanques em movimento. Alguns mais persistentes correram junto aos veículos esperando que parassem, sendo mortos no processo. A artilharia dos tanques assustou a maioria dos animais. Sua reação natural seria então voltar às trincheiras, detonando os explosivos ao saltarem. Para evitar isso, os cães em fuga tiveram de ser abatidos, frequentemente por seus próprios treinadores, que acabaram por recusarem-se a trabalhar em novos treinamentos; aqueles que criticaram o programa abertamente passaram a ser perseguidos pela polícia militar. Do primeiro grupo de 30 cães, apenas quatro conseguiram detonar suas cargas próximos a tanques alemães, infligindo danos de natureza desconhecida. Seis explodiram ao retornar às linhas soviéticas, matando e ferindo soldados. Três cães foram mortos e seus corpos capturados por alemães, apesar da reação furiosa dos soviéticos para evitar que isto acontecesse. Um oficial alemão capturado posteriormente relatou que, a partir dos animais mortos, eles foram capazes de descobrir o funcionamento do mecanismo de detonação e detalhes a respeito do design dos cães antitanque, considerando o projeto desesperado e ineficiente. Uma campanha de propaganda alemã procurou então desacreditar o Exército Vermelho, alegando que os soldados soviéticos recusavam-se a lutar, mandando cães em seu lugar para o front de batalha.
A eficiência da utilização de cães antitanque durante a Segunda Guerra permanece incerta. Fontes soviéticas afirmam que em torno de 300 tanques alemães foram colocados fora de operação por cães antitanque. Historiadores russos, no entanto, consideram os relatos uma propaganda que tenta justificar a existência do programa de treinamento de cães. Por outro lado, registros documentais comprovam alguns sucessos individuais, que geralmente giram em torno de uma dúzia de tanques danificados.
A partir de 1941, já sabendo a respeito dos cães soviéticos, as forças alemãs tomaram providências para defenderem-se, e cada soldado foi ordenado então a disparar contra cães em áreas de combate. De 1942 em diante houve um declínio no uso de cães antitanque pelos soviéticos, e as escolas de treinamento foram redirecionadas à produção dos mais necessários cães mensageiros e farejadores de minas. O treinamento de cães antitanque, no entanto, persistiu na Rússia até junho de 1996.